# 朱肅𣲸
原武王朱肅𣲸（？—1648年），明朝宗室、南明軍事人物。

## 生平
朱肅𣲸是朱元璋的十世孫、原武王朱在的兒子，襲封原武王的日期不詳，南京失守時出家為僧。永曆元年（1647年）春天，厲豫、張華山奉他起兵，仍然使用隆武年號，部下有千多人和百隻船隻。軍隊收復廟灣，攻淮安車家橋時中伏，死去一半成員，周文山奉朱肅𣲸入海。九月，周文山派八百人進入淮安攻打總漕署。天亮時軍隊戰敗績，張華山等一百八十人戰死，他和厲豫逃走；十月時，僧人惠光在興化被擒。次年（1648年）正月，孫盛宇、張雲龍、晏端芝、張龍宇、朱二於如皋被抓獲，他與兒子朱恭𭫪則在北場被擒，張德、徐胤文就在奉州遭抓拿，全都被殺害；只有丁文垣能逃脫。

## 引用
1. 1 2  錢海岳《南明史·卷二十七·列傳第三》：原武王肅𣲸，原武王在子，太祖十世孫，不知何年襲。南京亡，為僧。永曆元年春，厲豫、張華山奉起兵，以隆武為號，有眾千人，舟百。
2. ↑  錢海岳《南明史·卷二十七·列傳第三》：復廟灣，攻淮安車家橋，中伏，死者殆半，周文山奉入海。九月，復以眾八百人淮安，攻總漕署。天明敗績，華山等死者百八十人，肅𣲸、豫走。十月，僧惠光被執興化。二年正月，孫盛宇、張雲龍、晏端芝、張龍宇、朱二被執如皋，肅𣲸與子恭𭫪被執北場，張德、徐胤文被執奉州，皆死；丁文垣走免。